# Paulo Kassoma
António Paulo Kassoma (Luanda, 6 de juny de 1951) és un polític angolès. Va ser Primer Ministre del seu país des del 30 de setembre de 2008 al 5 de febrer de 2010 quan la nova constitució va abolir aquest càrrec. Kassoma també va exercir de President de l'Assemblea Nacional d'Angola de 2010 a 2012. El 27 d'agost de 2016 Kassoma va ser nomenat secretari de partit del Moviment Popular per a l'Alliberament d'Angola.

## Biografia
Kassoma va néixer al municipi de Rangel a Luanda. Els seus pares, Paulo Kassoma i Laurinda Katuta, eren de Bailundo, una vila de la província de Huambo. Va estudiar enginyeria electromecànica.
De 1978 a 1979 va ser viceministre de Defensa Armada i Tecnologia en el govern del Moviment Popular per a l'Alliberament d'Angola (MPLA). De 1988 a 1989 va ser viceministre de Transports i Comunicacions, i de 1989 a 1992 fou Ministre de Transports i Comunicacions. El 9 d'abril de 1992 fou nomenat ministre d'administració territorial.
Posteriorment Kassoma fou governador de la província de Huambo i primer secretari del MPLA a la província de Huambo. L'11 de febrer de 2002 Kassoma va oferir a grangers blancs de Zimbabwe que havien perdut llurs granges com a resultat de la reforma agrària al seu país l'oportunitat de reassentar-se en 10.000 hectàrees de granges abandonades a Huambo (principalment a Chipipa) i plantar dacsa. Segons Kassoma, això podria contribuir al desenvolupament econòmic de Huambo. En el V Congrés Ordinari del Partit de desembre de 2003, Kassoma fou elegit membre del Buró Polític del MPLA.
El 26 de setembre de 2008, després de la victòria del MPLA a les eleccions legislatives d'Angola de 2008, el Buró Polític del MPLA va escollir Kassoma per succeir Fernando da Piedade Dias dos Santos com a primer ministre. En concordància amb la decisió del Buró Polític, el president José Eduardo dos Santos va nomenar Kassoma com a Primer Ministre el 30 de setembre de 2008; en el mateix decret Kassoma va dimitir del càrrec de governador de la província de Huambo. El mateix dia Kassoma va jurar el càrrec al Palau Presidencial a Luanda. En declaracions posteriors a la premsa, Kassoma va dir que anava a donar prioritat a accelerar el procés de reconstrucció nacional. Va dir que estava orgullós del seu nomenament, alhora que expressa una mica de tristesa per deixar al poble de Huambo.
El govern de Kassoma fou nomenat l'1 d'octubre. Tenia 35 membres, 17 dels quals eren nous en el govern.
Sota els termes de la nova constitució aprovada per l'Assemblea Nacional el 21 de gener de 2010, es va eliminar el càrrec de primer ministre. Kassoma aleshores fou designat president de l'Assemblea Nacional, substituint Fernando da Piedade Dias dos Santos, qui va ser nomenat vicepresident d'Angola. Després de les eleccions legislatives d'Angola de 2012 Piedade fou escollit per substituir Kassoma com a President de l'Assemblea Nacional el 27 de setembre de 2012.
El 28 de juny de 2013, Kassoma fou designat president del Consell d'Administració del Banco Espírito Santo Angola, el banc més gran d'Angola. En conseqüència, va ser reemplaçat en el seu escó a l'Assemblea Nacional el 18 de juliol de 2013.